# Angelroda
Angelroda – dzielnica (Ortsteil) gminy Martinroda w Niemczech, w kraju związkowym Turyngia, w powiecie Ilm. Do 30 grudnia 2019 jako samodzielna gmina, wchodziła w skład wspólnoty administracyjnej Geratal/Plaue.